# Bahiaärletyrann
Bahiaärletyrann (Stigmatura bahiae) är en fågelart i familjen tyranner inom ordningen tättingar.

## Utseende och läte
Bahiaärletyrann är en liten och slank fågel med lång stjärt. Den har gråbrun ovansida, beigegult på undersidan och i ett ögonbrynsstreck samt tydliga vita fläckar i vingar och stjärt. Den är mycket lik större ärletyrann, men är något mindre med brunare ovansida och mattare gul undersida. Även lätet är likt, en rullande serie med skallrande drillar som ofta utförs som duett. Bahiaärletyrannens är dock inte lika torr och sträv, med klarare visslande toner.

## Utbredning och systematik
Fågeln förekommer på flodöar i östra Brasilien (Pernambuco och Bahia). Den kategoriserades tidigare som underart till mindre ärletyrann (Stigmatura napensis, numera amazonärletyrann) men urskildes 2016 som egen art av BirdLife International, 2022 av tongivande eBird/Clements och 2023 av International Ornithological Congress.

## Status
Arten har ett stort utbredningsområde och beståndet anses vara stabilt. Internationella naturvårdsunionen IUCN listar den därför som livskraftig (LC).